# 1994년 태평양 돌핀스 시즌
1994년 태평양 돌핀스 시즌은 태평양 돌핀스가 KBO 리그에 참가한 7번째 시즌으로, 삼미 슈퍼스타즈, 청보 핀토스 시절까지 합치면 13번째 시즌이다. 정동진 감독이 팀을 이끈 3번째 시즌이었으며, 팀은 정규 시즌 2위에 올랐고, 플레이오프에서 한화 이글스를 3승 무패로 꺾으며 삼미, 청보 시절까지 포함하여 창단 최초로 한국시리즈에 진출했다. 그러나 김일권 이후 이어진 선두타자 징크스를 탈피하기 위해 1993년 시즌 뒤 삼성에서 영입한 윤용하가  무릎부상 탓인지 개막 4경기 만에 시즌아웃당하여 쓸만한 선두타자 부재를 극복하지 못해 한국시리즈에서 LG 트윈스에게 무승 4패로 무너지며 준우승에 머물렀다. 특히 2차전을 제외한 한국시리즈 모든 경기에서 1점 차 패배를 당했기에 아쉬움이 더 컸다.

## 타이틀
- KBO 골든글러브: 정명원 (투수), 윤덕규 (외야수)
- KBO 골든포토상: 김경기
- 스포츠서울 올해의 재기상: 정민태
- 미스터올스타: 정명원
- 올스타 선정: 김동기 (포수), 김경기 (1루수), 윤덕규 (외야수)
- 올스타전 추천선수: 정명원, 최창호
- 컴투스프로야구2013 레전드 카드: 최상덕
- 컴투스프로야구 선정 감독들의 현역시절 라인업: 염경엽
- 수비 WAR: 염경엽 (2.14) -> 구단 역대 1위
- 희생타: 염경엽 (26)
- 구원등판: 정명원 (50)
- 마무리등판: 정명원 (48)
- 세이브포인트: 정명원 (44)
- 세이브: 정명원 (40) -> 구단 역대 1위
- 승률: 김홍집 (0.800)

### 퓨처스리그
- 북부리그 출장(타자): 장용대, 최인선 (35)
- 북부리그 타율: 계기범 (0.363)
- 북부리그 출루율: 원원근 (0.433)
- 북부리그 장타율: 계기범 (0.520)
- 북부리그 OPS: 계기범 (0.912)
- 북부리그 2루타: 계기범, 장용대 (11)
- 4사구: 최인선 (21)
- 세이브: 김민범, 박상범, 조웅천 (3)

## 선수단
- 선발투수 : 최상덕, 안병원, 김홍집, 정민태, 최창호, 김민태, 박정현
- 구원투수 : 나성열, 박상범, 김민범, 노승욱, 가내영
- 마무리투수 : 정명원, 문창환, 박은진, 신상윤, 조웅천, 곽병찬
- 포수 : 김동기, 장광호, 이재주, 김성태
- 1루수 : 김경기, 황윤성
- 2루수 : 이희성, 김성갑, 하득인, 원원근
- 유격수 : 염경엽, 이근엽
- 3루수 : 권준헌, 김용국, 손차훈
- 좌익수 : 윤덕규
- 중견수 : 김인호, 서정민, 구윤
- 우익수 : 김갑중, 계기범, 여태구
- 지명타자 : 이숭용, 임성주, 유영환, 윤용하

## 여담
- 이 시즌에 엠블럼을 교체했다. 팀명이 바뀌지 않은 상태에서 엠블럼이 변경된 건 구단 사상 이때가 유일했다.
- 구단은 관중 476277명으로 구단 사상 단일 시즌 최다 관중 기록을 세웠다.
- 정명원은 구단 사상 단일 시즌 최고 구원WAR(4.89)을 기록했다.
- 김민태는 0이닝 4실점으로 구단 사상 최초로 단일 시즌 평균자책점 99.99를 기록했으며, 구단 사상 유일하게 단일 시즌 선발 평균자책점 99.99를 기록했다. 그럼에도 불구하고 WAR 0.13으로 KBO 리그 사상 처음으로 양수 WAR을 기록한 0이닝 소화 투수가 되었다.
- 서정민은 구단 사상 최초의 그라운드 홈런을 쳤다.
- 김동기는 구단 사상 처음으로 구단 소속으로 통산 3000타석을 소화한 선수가 되었다. 또한 해당 기록을 현대 유니콘스 시기 이전에 달성한 유일한 선수이기도 하다.
- 최창호는 구단 사상 2번째로 구단 통산 1000이닝을 달성했다.
- 팀은 창단 2번째 KBO 퓨처스리그 우승을 차지했다.